# Фол
За българския историк-траколог виж Александър Фол.
Фол в древногръцката митология е мъдър кентавър, син на Силен и наядата Мелия – „нимфа на ясена“ (II 5, 4).
Прозвището му било Пещерния. Близък приятел на Хирон. Живеел в гората Пелион. Прочуто било гостоприемството му, както и невероятното вино, което получил в дар от баща си – Силен, а той пък имал от самия Бакхус.
За да извърши четвъртия си подвиг – да убие Еримантския глиган, Херкулес се отбил при него за съвет. В чест на госта си Фол устроил пир. Почерпил Херкулес с прочутото си вино. Надалеч се разнесъл аромата му и другите кентаври се разсърдили, че Фол е отворил виното. Нападнали Фол и Херкулес, докато се черпели. В настъпилата битка по невнимание бил нелечимо ранен Хирон.
На 9 януари 1992 г. е открит астероида Фол.